# 田中英樹 (福祉学者)
田中英樹（たなか ひでき、1948年〈昭和23年〉6月1日 - ）は、日本の社会福祉学。精神保健福祉士。東京通信大学人間福祉学部教授。
北海道網走市生まれ。北海道網走向陽高等学校、日本社会事業大学社会福祉学部卒、同大学院社会福祉学研究科博士後期課程満期退学。2000年「日本における精神障害者に対する地域生活支援システム 精神医学ソーシャルワーカーの視点から」で同大学博士（社会福祉学）。精神保健福祉相談員、医療社会事業員として27年間勤務後、佐賀大学文化教育学部助教授、長崎ウエスレヤン大学教授、早稲田大学人間科学学術院教授を経て、東京通信大学人間福祉学部教授。NPO法人「日本地域福祉研究所」副理事長。

## 著書
- 『精神保健福祉法時代のコミュニティワーク』（相川書房 1996）
- 『市町村精神保健福祉業務のすすめ方』(萌文社 2001)
- 『精神障害者の地域生活支援 統合的生活モデルとコミュニティソーシャルワーク』(中央法規出版 2001)

### 共編著
- 『地域精神保健実務実践シリーズ 第1巻　精神保健「家族教室」』共著 全国精神保健相談員会編 （萌文社 1992）
- 『精神障害者と家族のための生活・医療・福祉制度のすべてQ&A』ゆうゆう編集部共編 （萌文社 1997）
- 『精神保健福祉士・社会福祉士国家試験対策シリーズ Vゼミハンドブック 精神保健福祉士・社会福祉士-共通科目編』監修（万葉舎 1999）
- 『介護保険と地域福祉実践』日本地域福祉研究所監修 大橋謙策,野川とも江共編 （東洋堂企画出版社 1999）
- 『社会福祉士・精神保健福祉士になるには』菱沼幹男共著 ぺりかん社 （なるにはBooks 2011)
- 『ソーシャルワーク演習のための88事例 実践につなぐ理論と技法を学ぶ』中野伸彦共編集 （中央法規出版 2013）

### 翻訳
- チャールズ・A.ラップ,リチャード・J.ゴスチャ『ストレングスモデル 精神障害者のためのケースマネジメント』監訳 （金剛出版 2008）

## 参考
- 田中 英樹 | 早稲田大学人間科学学術院